# 찐끄엉
찐끄엉(베트남어: Trịnh Cương / 鄭棡 정강, 1686년 7월 9일(음력 5월 19일) ~ 1730년 1월 16일(음력 11월 28일))은 대월 후 레 왕조의 정치인, 찐 주의 제7대 왕(재위: 1709년 ~ 1729년)이다. 봉호는 안도왕(베트남어: An Đô Vương / 安都王)이다.

## 생애
찐끄엉은 찐깐의 증손자로, 찐빈(鄭柄)의 둘째 아들이다. 찐호아 7년 5월 19일(1686년 7월 9일)에 태어났다.
찐호아 21년(1700년), 부장(副將) 겸 보안후(Phổ An Hầu/普安侯)로 봉해졌다.
찐호아 23년 12월 28일(1703년 2월 13일), 찐끄엉의 부친 찐빈이 죽었고, 찐끄엉에게 부장(副將) 겸 보군공(Phổ Quận Công/普郡公)이 가봉되었다. 
이듬해(1703년) 정월, 흠차절제각처수보제영(欽差節制各處水步諸營) 겸 총정기(總政機) 겸 태위(太尉) 겸 안국공(An Quốc Công/安國公)으로 진봉되었고, 이국부(理國府)를 설치하였다.
빈틴 5년 5월 10일(1709년 6월 17일), 찐깐이 죽자 찐끄엉이 뒤를 이었다. 그해 9월, 원수총국정(元帥總國政) 겸 안도왕(An Đô Vương/安都王)으로 진봉되었다.
빈틴 10년 9월 17일(1714년 10월 24일), 대원수총국정(大元帥總國政) 겸 상사(上師) 겸 안왕(An Vương/安王)으로 진봉되었다.
빈틴 16년 5월 13일(1720년 6월 18일), 다시 대원수총국정(大元帥總國政) 겸 상사(上師) 겸 상부(尙父) 겸 위인명공성덕안왕(威仁明功聖德安王)으로 진봉되었다.
찐끄엉의 집권 기간 동안 여전히 응우옌 주와의 평화는 지속되었고, 찐깐의 개혁 정책도 계속 진행되었다. 토지를 잃은 농민을 보호하기 위해 무학소(武學所)를 설립하였고,정전(丁田)을 균등하게 할당하고 과거제의 폐습을 개혁하였고, 전지를 새로 측량하는 등 재정, 군사, 사법, 과거 방면의 새로운 정책을 제정하였다. 그의 개혁이 약간의 혼란을 조성하기도 했지만, 사서에는 그의 통치를 "이때 태평(太平)의 업을 계승하였으니, 병혁(兵革)은 시험하지 아니하였다. 천하가 무사하니 조정에서 제정하고 만드는 것이 많았고, 법도가 크게 갖추어졌으며 기강은 널리 베풀어졌다. 다른 지방에서는 성심으로 복종하고 상국(上國)에 땅이 되돌아오니, 극성지세(極盛之世)라고 호칭한다."라고 평가하였다.
찐끄엉은 법을 제정하여 이러한 곤경을 해결하고자 시도하였다. 개인이 토지를 영유하는 데 제한을 두어, 각 촌장(村莊)의 토지를 새롭게 분배하였다. 그러나 찐끄엉은 이 정책이 거의 효과가 없었음을 이해하지 못하였고, 오히려 다음 10년 동안 문제는 더욱 심각해져 갔다. 역사학자 브루스 록하트(Bruce Lockhart)는 찐깐과 찐끄엉이 제정한 개혁 정책이 찐씨 정권을 강대하게는 하였지만 백성의 부담을 가중시켰다고 평가하였다. 결과적으로 베트남 북방의 백성들은 찐씨 정권의 통치자에게 분노를 깊게 느끼게 되었다. 한편, 찐씨 정권은 지리상 대외 확장에 불리하였는데 인구는 계속 증가하였으므로 토지를 잃은 농민도 계속 많아지게 되었다. 반면 응우옌 주는 남방으로 영토를 계속 확장하였으므로 세력이 날로 신장하였다.
찐끄엉의 집권 기간 동안 불교의 교세가 확장되었고, 불탑을 많이 건축하였으며 동시에 기독교의 활동에는 제한을 두었다. 빈틴 8년(1712년), 찐끄엉은 명을 내려 경내의 백성들이 기독교를 믿는 것을 금지하도록 했다. 이 법령은 이전에 시행된 기독교 탄압 법령과 마찬가지로 어떠한 실질적 효과를 거두지는 못했다.
바오타이 10년 4월 21일(1729년 5월 18일), 찐끄엉은 레 유종을 양위시키게 하여 레주이프엉을 옹립하였으며, 빈카인으로 개원하였다.
빈카인 원년 11월 28일(1730년 1월 16일), 찐끄엉이 병사하니 향년 44세(만 43세)였고, 찐장이 뒤를 이었다. 시호를 의략(Ý Lược/懿略), 묘호를 희조(베트남어: Hy Tổ / 僖祖)라고 하였고, 인왕(베트남어: Nhân Vương / 仁王)으로 존봉하였다. 찐 주의 왕들이 대대로 미자(美字)를 더하여 최종적으로 온목장숙관유휘준경문위무홍모대략수통헌천신모예산벽국개강요선위즙린화하진강진기화충아형인왕(溫穆莊肅寬裕徽濬經文緯武洪謨大略垂統憲天神謀睿算闢國開彊耀武宣威輯鄰和夏振綱陳紀和衷迓衡仁王)이 되었다.

## 가족 관계

### 조부모와 부모
- 조부 : 순조(베트남어: Thuần Tổ / 淳祖) 양목왕(베트남어: Lương Mục Vương / 良穆王) 찐빈(베트남어: Trịnh Vĩnh / 鄭栐 정영)
- 조모 : 자신혜비(베트남어: Từ Thận Hiền Phi / 慈愼惠妃) 응우옌 티 응옥주에(베트남어: Nguyễn Thị Ngọc Duệ / 阮氏玉裔 완씨옥예)
- 부친 : 예조(베트남어: Duệ Tổ / 睿祖) 진광왕(베트남어: Tấn Quang Vương / 晉光王) 찐빈(베트남어: Trịnh Bính / 鄭柄 정병)
- 모친 : 자선태비(베트남어: Từ Tuyên Thái Phi / 慈宣太妃) 쯔엉 티 응옥쭈(베트남어: Trương Thị Ngọc Chử / 張氏玉杵 장씨옥저)

### 후비
| 봉호        | 시호                                  | 이름 (성씨)                                               | 별칭  | 생몰년도        | 국구 (장인/장모) | 비고  |
| ----------- | ------------------------------------- | --------------------------------------------------------- | ----- | --------------- | ---------------- | ----- |
| 정비 (正妃) | 자덕태비 (Từ Đức Thái Phi /慈德太妃)  | 부 티 응옥응우옌 (Vũ Thị Ngọc Nguyên /武氏玉源 /무씨옥원) | [ 1 ] | 1689년 ~ 1751년 | [ 2 ]            |       |
| 차비 (次妃) | 자정차비 (Từ Trinh Thứ Phi /慈貞次妃) | 쩐 티 응옥지엠 (Trần Thị Ngọc Diễm /陳氏玉琰 /진씨옥염)   |       |                 | [ 3 ]            |       |
| 차비 (次妃) | 자숙차비 (Từ Thạc Thứ Phi /慈淑次妃)  | 쩐 티 응옥떤 (Trần Thị Ngọc Tần //陳氏玉嬪 /진씨옥빈)     |       |                 | [ 3 ]            | [ 4 ] |

### 왕자
| - | 봉호                              | 시호                   | 이름                                | 생몰년도        | 생모                      | 별칭  | 비고                |
| - | --------------------------------- | ---------------------- | ----------------------------------- | --------------- | ------------------------- | ----- | ------------------- |
| 1 | 전왕 (Toàn Vương /全王)           | 이목 (Di Mục /頤穆)    | 찐장 (Trịnh Giang /鄭杠 /정강)      | 1711년 ~ 1761년 | 자덕태비 부 티 응옥응우옌 | [ 5 ] | 찐 주의 제8대 군주. |
| 2 | 수군공 (Thọ Quận Công /壽郡公)    | 경신 (Kính Thận /敬愼) | 찐당 (Trịnh Đang /鄭檔 /정당)       |                 |                           |       |                     |
| 3 | 순충공 (Thuận Trung Công /順忠公) | 공신 (Cung Thận /恭慎) | 찐짱 (Trịnh Trang /鄭(木+莊) /정장) |                 |                           | [ 6 ] |                     |
| 4 | 명왕 (Minh Vương /明王)           | 소기 (Thiệu Cơ /紹基)  | 찐조아인 (Trịnh Doanh /鄭楹 /정영)  | 1720년 ~ 1767년 | 자덕태비 부 티 응옥응우옌 | [ 7 ] | 찐 주의 제9대 군주. |
| 5 | 향군공 (Hương Quận Công /鄉郡公)  |                        | 찐끼에우 (Trịnh Kiểu /鄭橋 /정교)   |                 | 자정차비 쩐 티 응옥지엠   |       |                     |
| 6 | 휘군공 (Huy Quận Công /輝郡公)    | 공아 (Cung Nhã /恭雅)  | 찐떱 (Trịnh Tập /鄭槢 /정습)        |                 |                           |       |                     |
| 7 | 엄군공 (Nghiêm Quận Công /嚴郡公) | 충민 (Trung Mẫn /忠敏) | 찐미엔 (Trịnh Miên /鄭𣏜 /정면)     |                 | 자숙차비 쩐 티 응옥떤     |       |                     |

### 왕녀
| - | 봉호                                      | 시호 | 이름                                                       | 생몰년도 | 생모 | 부마                              | 별칭 | 비고 |
| - | ----------------------------------------- | ---- | ---------------------------------------------------------- | -------- | ---- | --------------------------------- | ---- | ---- |
| 1 | 대장공주 (Đại Trưởng Công Chúa /大長公主) |      | 찐 티 응옥끄 (Trịnh Thị Ngọc Cư /鄭氏玉椐 /정씨옥거)       |          |      | [ 8 ]                             |      |      |
| 2 | 단명군주 (Đoan Minh Quận Chúa /端明郡主)  |      | 찐 티 응옥냔 (Trịnh Thị Ngọc Nhân /鄭氏玉㮒 /정씨옥연)     |          |      | 혼덕공(昏德公) 레주이프엉(黎维祊) |      |      |
| 3 | 군주 (Quận Chúa /郡主)                    |      | 찐 티 응옥쭈이 (Trịnh Thị Ngọc Chùy /鄭氏玉棰 /정씨옥추)   |          |      | [ 10 ]                            |      |      |
| 4 | 군주 (Quận Chúa /郡主)                    |      | 찐 티 응옥꾸이 (Trịnh Thị Ngọc Quỹ /鄭氏玉樻 /정씨옥궤)    |          |      | [ 11 ]                            |      |      |
| 5 | 군주 (Quận Chúa /郡主)                    |      | 찐 티 응옥븍 (Trịnh Thị Ngọc Bức /鄭氏玉楅 /정씨옥복)      |          |      | [ 12 ]                            |      |      |
| 6 | 군주 (Quận Chúa /郡主)                    |      | 찐 티 응옥느 (Trịnh Thị Ngọc Như /鄭氏玉(木+如) /정씨옥여) |          |      | [ 13 ]                            |      |      |
| 7 | 군주 (Quận Chúa /郡主)                    |      | 찐 티 응옥수언 (Trịnh Thị Ngọc Soạn /鄭氏玉栒 /정씨옥순)   |          |      | [ 14 ]                            |      |      |
| 8 | 군주 (Quận Chúa /郡主)                    |      | 찐 티 응옥흐우 (Trịnh Thị Ngọc hữu /鄭氏玉栯 /정씨옥욱)    |          |      | [ 15 ]                            |      |      |

## 같이 보기
- 찐 주
- 후 레 왕조